# Cambridge Engineering
Cambridge Engineering war ein britischer Hersteller von Automobilen.

## Unternehmensgeschichte
Bill Williams (1903–1964) gründete 1934 das Unternehmen. Der Sitz war an der Cambridge Road im Londoner Stadtteil Kew. Zunächst ging es um Tuning und Ersatzteile. 1958 begann unter Leitung von Derek Thomas und Jack Brown die Produktion von Automobilen und Kits. Der Markenname lautete Cambridge. 1962 wurde Speedex Castings & Accessories übernommen. 1967 endete die Produktion. Insgesamt entstanden etwa 150 Exemplare.

## Fahrzeuge
Das einzige Modell war ein offener Zweisitzer mit einer gewissen Ähnlichkeit zu Modellen von MG. Das Fahrgestell des Austin 7 bildete die Basis. Dessen Vierzylindermotor trieb das Fahrzeug an.
Das Auktionshaus The Chippenham versteigerte am 17. April 2010 ein Fahrzeug für 2300 Pfund.